# Jules Lechanga
Jules Lechanga, né le 19 novembre 1986 à Dreux, est un athlète français spécialiste du triple saut. 

## Biographie
Jules Lechanga possède des origines congolaises et hésite entre l'athlétisme et le football étant enfant. Avec Yannick Lesourd, autre futur athlète de haut niveau drouais, il s'assoit sur les bancs de la même école avant de partager la même chambre à l'INSEP. Là-bas, il se retrouve dans le même groupe que Benjamin Compaoré et Teddy Tamgho.
Lechanga vise la participation aux JO 2008 dont les minimas sont fixés à 17,13 m. À vingt-et-un ans, il doit donc faire fortement évoluer son record personnel d'alors (16,48 m). Le bondissant drouais, champion de France espoirs deux ans plus tôt, est en pleine progression et déborde de confiance. Dès le premier concours de la saison 2008, le jeune homme pose un saut à 17,07 m. Mais ensuite, les tentatives s'enchaînent sans que Pékin ne se rapproche avec quatre sauts entre 16,50 et 17 m. Dos au mur, il doit jouer son va-tout sur une seule compétition : les championnats de France élite. Il réalise à nouveau 17,07 m, égale son record et est sacré champion national devant Compaoré ou encore le jeune Tamgho. Il rate les JO pour sept centimètres.
Pour atténuer sa déception, il se rend aux Championnats d'Europe en salle l'hiver suivant où il termine 8e avec 16,64 m. En 2010, il obtient le bronze aux championnats de France élite (16,84 m). Une série de pépins physiques entrave ensuite la carrière finalement éphémère du Drouais.
En 2015, au bilan des performeurs français de l'histoire, Lechanga apparaît en 12e position. La même année, son entraîneur à Dreux, Hervé Bouffinier, déclare : « Quand Jules est arrivé au club, je n'aurais jamais misé un kopeck sur le fait qu'il sauterait 17m un jour. Il venait du foot, il était très, très raide. Il avait les jambes arquées. Et pourtant, en quatre ans, on l'a amené à 17m ! C'est la plus grosse progression de ma carrière. Il était extrêmement sérieux dans son entraînement et son hygiène de vie. Il n'a pas été récompensé à sa juste mesure, il aurait dû faire les JO. Mais il n'a pas eu le petit coup de pouce du destin qui aurait pu changer sa carrière ».

## Palmarès
- Championnats de France d'athlétisme (triple saut) : 1
  - vainqueur en 2008
  - 3e en 2010

### Records
| Épreuve     | Performance | Lieu         | Date                        |
| ----------- | ----------- | ------------ | --------------------------- |
| Triple saut | 17,07 m     | Forbach Albi | 25 mai 2008 25 juillet 2008 |

### Ouvrage de référence
- Gérald Massé et Romain Léger, Les exploits des sportifs d'Eure-et-Loir : 1965-2015, Dreux, Antipodes, octobre 2015, 336 p. (ISBN 978-2-9553628-0-8)

1. 1 2 3 4 5 6 7 8 9 10 11 12  Athlétisme - 2008 / Dreux ACA : la génération dorée, p. 221
2. 1 2  Athlétisme - 2008 / Dreux ACA : la génération dorée / Souvenir..., p. 224
3. 1 2  Athlétisme - 2008 / Dreux ACA : la génération dorée, p. 222